# Танк Менделеева
«Танк Менделеева» (также «Бронированный автомобиль» Менделеева) — установившееся в историко-технической литературе обозначение первого русского и одного из первых мировых проектов танка. Разработан в 1909—1915 годах инженером-кораблестроителем В. Д. Менделеевым. Будучи первым в мире проектом сверхтяжёлого танка, отличался высочайшими для своего времени показателями огневой мощи и бронезащиты. Проект содержал большое количество оригинальных конструкторских решений и новшеств, однако не вышел из стадии чертежей и не был воплощён в металле.

## История создания
Проект танка разработан В. Д. Менделеевым единолично за почти пять лет, с 1911 по 1915 годы. Примечательно, что проект разрабатывался изобретателем в целиком и полностью инициативном порядке в свободное от основной работы время. В работе Менделеев широко использовал опыт русского военного кораблестроения.
Разработанный проект отличался очень высоким уровнем проработки и общей тщательностью исполнения — фактически, Менделеев довёл свой проект до уровня рабочих чертежей опытного образца. Особенно это было заметно в сравнении с предложениями большинства других изобретателей. Проект «Бронированного автомобиля», как Менделеев назвал своё детище, был представлен им в канцелярию военного министерства 24 августа 1916 года. В тот момент до появления на поле боя первых английских танков оставался почти месяц, а первые французские танки ещё не существовали в металле. Поданый на рассмотрение проект включал в себя детально разработанные чертежи и объёмистую пояснительную записку, разделённую на главы: «Внутреннее размещение личного состава», «Спецификация», «Таблица весов», «Расчёт опорной поверхности», «Проход по железнодорожному пути» и т. д.
Однако, несмотря на детальность проработки и общую воплотимость проекта, он не был воспринят военными всерьёз, не был тщательно рассмотрен и осел в архивах.
Позднее, осенью 1916 года, основываясь на опыте применения англичанами первых танков, Менделеев модернизировал свой проект, однако сведения об этом варианте танка носят отрывочный характер. Менделеев рассчитывал представить свой новый проект, так же, как и первый, в военное министерство, однако начавшиеся в стране политические катаклизмы перечеркнули планы изобретателя.

## Описание конструкции

### Корпус
Корпус машины имел простую коробчатую форму и рассчитывался на защиту от 6-дюймовых (152,4-мм) бронебойных снарядов, но, теоретически, мог выдержать попадание более тяжелого боеприпаса. Сборка корпуса осуществлялась на уголках, причём набор каркаса машина «унаследовала» от военных кораблей (использовались стрингеры и шпангоуты). Изготовление корпуса также проходило по «корабельной» технологии — клёпкой и сваркой. В корпусе использовались бронеплиты толщиной 6 дюймов (~ 150 мм, лоб корпуса), 4 дюйма (~ 100 мм, борта и корма корпуса) и 3 дюйма (~ 76 мм, крыша), что делало танк практически неуязвимым для всех видов вооружения сухопутной армии того времени. Лобовой и кормовой листы, а также бортовые панели были цельнолитыми, а крыша собиралась из пяти поперечных листовых секций. Собственно, единственной относительно тонкой частью корпуса являлось днище, выполнявшееся из 8- и 10-мм бронелистов. В корме корпуса имелась «входная дверь», которая также должна была использоваться для загрузки боекомплекта. Дверь могла задраиваться при помощи корабельных задвижек. Кроме того, на крыше корпуса имелась выдвижная пулемётная башенка цилиндрической формы с толщиной стенок 8 мм.
Общая масса корпуса составляла 86,46 тонн.

### Вооружение
Основное вооружение машины составляла 120-мм морская пушка Канэ, устанавливавшаяся по оси танка на тумбе в передней части корпуса. Орудие имело возможность горизонтальной наводки в пределах 16° в обе стороны от продольной оси машины. Для прикрытия амбразуры при наведении пушка оснащалась подвижной плоской бронемаской. Подача снарядов производилась при помощи тележки по подвесному монорельсу с пневматическим приводом, что увеличивало скорострельность орудия. Боекомплект пушки составлял 51 выстрел (46 — в «крюйт-камере», 4 — на тележке и 1 — в казённике орудия).
В качестве вспомогательного вооружения имелся 7,62-мм пулемёт «Максим», установленный в цилиндрической башенке кругового вращения на крыше корпуса. В походном положении или при усиленном обстреле башенка могла задвигаться внутрь корпуса посредством пневматического привода.

### Двигатель и трансмиссия
В качестве силовой установки использовался карбюраторный двигатель от подводной лодки мощностью 250 л.с. с жидкостным (вероятнее всего, водяным) охлаждением. Запуск двигателя производился при помощи пневматического стартёра. Вся силовая установка располагалась в задней части корпуса со смещением к левому борту. Ближе к центру корпуса, под бронированным настилом, в герметичных изолированных отсеках, находились топливные баки. Ёмкость топливных баков позволяла танку пройти на одной заправке около 50 км при расчётной максимальной скорости 24,8 км/ч (на дорогах).
Трансмиссия танка — механическая. Для передачи крутящего момента на ведущие колёса предполагалось использование коробки передач с четырьмя скоростями вперёд и одной — назад. Однако для быстрого вывода машины из боя предусматривалась возможность переключения в течение 20—30 минут направления вращения коленчатого вала двигателя (управление при этом передавалось на «пост заднего хода»). Для обеспечения возможности поворота танка трансмиссия включала в себя дифференциал.
Интересной особенностью проекта является многократное дублирование постов управления — помимо двух основных постов (для движения вперёд и назад в носу и корме танка соответственно), имелось также два резервных, которые могли использоваться любым членом экипажа при порче механизмов основных постов, их разрушении при обстреле или гибели водителя.

### Ходовая часть
Конструкция ходовой части танка была более чем оригинальна. Менделеев предполагал применить на своём танке пневматическую подвеску опорных катков с вертикальными цилиндрами. При этом бортовые пневмоцилиндры объединялись в одну систему, что обеспечивало машине высокую плавность хода и сохранение горизонтального положения корпуса на пересечённой местности.
Особая привлекательность данного типа подвески заключалась в её «двойном действии». В случае медленных колебаний подвеска работала по принципу блокированной благодаря дросселирующему действию соединительных трубопроводов пневмосистем каждого борта. В случае же быстрых колебаний подвеска работала, как индивидуальная. Кроме того, наличие пневматической подвески позволяло регулировать клиренс машины вплоть до полного опускания её корпуса на грунт. Понижение клиренса, по замыслу Менделеева, должно было частично обезопасить ходовую часть танка от поражения при усиленном обстреле, сохраняя при этом возможность передвижения. Полное же опускание машины на грунт предполагалось производить при ведении огня в целях улучшения точности стрельбы и разгрузки ходовой части от вредных нагрузок при стрельбе из орудия.
Ходовая часть применительно к одному борту включала шесть опорных катков малого диаметра, пять поддерживающих роликов и четыре направляющих колеса, из которых верхнее кормовое было ведущим. Подобное решение объясняется тем, что гусеница почти полностью охватывала корпус (верхняя ветвь проходила под крышей корпуса). Интересно, что направляющие колёса имели пятиугольную форму, зацепляя гусеницы за башмак трака. Гусеничная лента — крупнозвёнчатая, шириной 250 мм. Башмаки траков должны были штамповаться из 8-мм стального листа. Общая длина опорной поверхности гусениц составляла 6 метров, что для машины подобных размеров и массы было весьма скромным показателем. Это определяло высокое давление на грунт, составившее 2,78 кг/см². Для регулирования натяжения гусеницы, в особенности — при изменении клиренса и опускании корпуса на грунт, использовался механизм с пневматическим приводом.

### Экипаж
Экипаж, или, как значилось в документации Менделеева, «команда» танка, составляла 8 человек — командир, главный механик, рулевой, наводчик, пулеметчик и три канонира. Все члены экипажа имели рабочие места, за исключением командира. Последний должен был в ходе боя перемещаться внутри танка, вести наблюдение через бойницы в «стенах» и крыше корпуса, руководить действиями экипажа, корректировать огонь из пушки, пулемёта, а также лично отстреливаться от подобравшихся к танку неприятельских пехотинцев, используя пистолет. На марше командир перемещался в носовую часть корпуса, к рулевому. В свою очередь, рулевой, как описывал Менделеев, «при отсутствии боевой опасности находится на крыше автомобиля в передней его части». На крыше корпуса рулевой размещался на съёмном сиденье со съёмными органами управления. В боевой обстановке рулевой перемещался внутрь машины, осуществляя наблюдение через щели, защищённые толстым стеклом и бронезаслонками. В случае необходимости движения машины задним ходом водитель мог переместиться на кормовой пост управления.

### Прочее оборудование
Для внутреннего освещения танк оборудовался внутренней электрической осветительной системой на 14 ламп.
Для осуществления внешней связи предполагалось использовать флажный семафор.

### Возможности транспортировки
Менделеев прекрасно осознавал, что транспортировка подобной машины, с её огромными размерами и весом, станет сложной задачей, и разработал систему, позволявшую транспортировать танк по железной дороге. Сам изобретатель писал по этому поводу: 
Приспособленность машины перемещаться вдоль железнодорожного пути существенно необходима для неё, потому что если имеющиеся понтонные и шоссейные мосты не выдерживают её веса, то остаются еще железнодорожные, которые её вес вполне выдерживают и габарит которых больше габаритов машины.
Для движения по железной дороге предусматривалась возможность установки машины на «железнодорожные скаты» — специальные тележки с железнодорожными колёсами. При этом машина могла передвигаться как при помощи тяглового паровоза, так и своим ходом (при помощи привода от двигателя на одну из колёсных пар).

## Оценка проекта
Не подлежит сомнению, что проект танка, предложенный В. Д. Менделеевым, во многом являлся революционным для своего времени. Многие идеи и разработки, заложенные в нём, увидели свет лишь десятилетия спустя. К примеру, идея опускания корпуса машины на грунт была реализована в конце 1930-х на самоходной мортире «Карл», а пневматическая подвеска впервые появилась на ряде лёгких танков заключительного периода Второй мировой войны (в частности, её имели британские авиадесантные танки «Гарри Гопкинс» и «Тетрарх»). Однако из-за ряда особенностей танк имел мало областей применения в реальном бою и был скорее "пробой пера" в российском танкостроении, чем реальной боевой машиной.
Вообще широкое использование пневматики было характерной особенностью проекта Менделеева. Пневматика использовалась для механизации и автоматизации почти всех работ в танке — в частности, подвеска, стартёр двигателя, приводы переключения скоростей в главных постах управления, привод механизма натяжения гусениц, привод жалюзи воздухозаборника, приводы заряжания пушки, привод поднятия и опускания пулемётной башенки, механизмы наводки орудия были пневматическими. Это делало проект крайне передовым для своего времени.
С точки зрения бронезащиты танк Менделеева был практически неуязвим для любых сухопутных типов вооружения, поскольку на тот момент полевые части не располагали орудиями калибром свыше 76,2 мм, а калибр крепостных орудий редко превышал 152,4 мм. По сути, В. Д. Менделеев был первым конструктором, предложившим применение противоснарядного бронирования на сухопутных боевых машинах. Проблема уязвимости ходовой части — единственного элемента танка, который теоретически мог быть разрушен в бою — отчасти решалась регулированием клиренса и возможностью опускания корпуса на грунт. Таким образом, будучи опущенным на грунт, танк превращался, по сути, в практически неуязвимый стальной форт. Собственно, достаточной для его уничтожения мощью обладали только артсистемы больших калибров (203, 280, 305 и 420 мм), однако даже в случае их применения для поражения танка требовалось бы прямое попадание.
Вооружение танка также было превосходным — 120-мм орудие Канэ практически не имело неуничтожимых целей. Мощности его фугасного снаряда было бы достаточно для борьбы с любыми целями на поле боя, а бронебойные снаряды позволили бы крушить даже неприятельские корабли.
Очень прогрессивной для своего времени являлась и идея размещения вспомогательного пулемёта в башенке кругового вращения. Правда, большая высота танка создавала бы заметную «мёртвую зону» вокруг танка, однако, принимая во внимание экстраординарное бронирование танка, её наличие не являлось проблемой. Кроме того, в корпусе танка существовали бойницы, позволявшие отстреливаться от неприятельских солдат.
Вместе с тем, за неуязвимость и колоссальную огневую мощь пришлось расплатиться поистине запредельным весом машины. В сочетании с достаточно узкими гусеницами, это программировало крайне низкую скорость и проходимость машины. Мощность двигателя в 250 л.с. для танка массой в 170 тонн выглядит явно недостаточной — даже если бы этот танк смог двигаться, скорость его передвижения была бы буквально как у черепахи (для примера: самоходные гусеничные краны фирмы Sennebogen, при сравнимой массе в 80-150 тонн, имеют двигатели мощностью 180—400 л.с. и скорость передвижения не более 3 км/ч). Это обстоятельство, в свою очередь, практически исключало возможность использования машины, как собственно танка. Что интересно, в поданном на рассмотрение проекте Менделеев не указал конкретного назначения своего «бронированного автомобиля». Учитывая тот факт, что по своим параметрам и внешнему виду танк Менделеева являлся скорее сверхтяжёлой САУ, можно предположить, что изобретатель предполагал использовать своё детище для разрушения фортификационных сооружений, или же для береговой и противодесантной обороны Финского залива. Ещё одним доводом в пользу этого предположения является тот факт, что и бронирование, и вооружение танка Менделеева в период Первой мировой войны были явно избыточными для танка.
В то же время, несмотря на высокую сложность машины, обилие пневматики, мощное вооружение и бронирование, проект Менделеева был вполне реализуем на любом кораблестроительном предприятии своего времени. Ситуацию упрощала также детальная проработка проекта. Правда, силовую установку и электрооборудование пришлось бы, вероятнее всего, закупать за рубежом. Однако, по описанным выше причинам, стоимость постройки такой машины соответствовала стоимости хорошей подводной лодки, что, видимо, и послужило основной причиной отсутствия интереса к нему со стороны военного ведомства. Свою роль, возможно, сыграло и отсутствие у Менделеева каких бы то ни было связей — ведь примерно в это же время в металле был воплощён куда более амбициозный и сюрреалистичный проект боевой машины Николая Лебеденко.
Однако нельзя отрицать, что проект В. Д. Менделеева является важной вехой в истории российского и мирового танкостоения. Конструкторская культура, добросовестность и тщательность, с которой был разработан проект, а также заложенное в нём большое количество оригинальных и прогрессивных идей делают честь русской технической мысли и подчёркивают конструкторские заслуги автора.